# Головенка
Головенка (укр. Головенка) — село на Украине, находится в Житомирском районе Житомирской области.
Код КОАТУУ — 1822082101. Население по переписи 2001 года составляет 614 человек. Почтовый индекс — 12464. Телефонный код — 412. Занимает площадь 0,86 км².

## Адрес местного совета
12464, Житомирская область, Житомирский р-н, с.Головенка, Школьная, 1